# Kirnujärvi (ort)
Kirnujärvi är en ort i Korpilombolo socken, Pajala kommun, Norrbottens län. Orten är belägen mellan Pajala och Korpilombolo vid sjön Kirnujärvi.
Vid folkräkningen 1890 hade orten 121 invånare och i augusti 2016 fanns det enligt Ratsit åtta personer över 16 års ålder som var registrerade med adressen Kirnujärvi.